# Eupithecia nabokovi
Eupithecia nabokovi là một loài bướm đêm trong họ Geometridae.
Loài bướm này được tìm thấy ở California, Arizona, New Mexico, Utah, Colorado và Wyoming. Sải cánh dài khoảng 19 mm. Cả cánh trước và cân sau có màu nâu xám.